# Lymeon interruptus
Lymeon interruptus là một loài tò vò trong họ Ichneumonidae.